# ウィリアム・コンラッド
ウィリアム・コンラッド（William Conrad,  1920年9月27日 - 1994年2月11日）は、アメリカ合衆国の俳優である。

## 来歴
1920年、ケンタッキー州ルイビルに生まれる。両親が映画館を経営していたため、コンラッド自身も映画を見ながら育った。その後一家は南カリフォルニアへ移住し、コンラッド自身も地元の大学に入学する。ロサンゼルスを拠点とするラジオ局KMPCのアナウンサーとしてキャリアをスタート。第二次世界大戦が起こるとアメリカ空軍に従軍してパイロットとして活動している。除隊後再びショービジネスの世界に戻ってきて本格的な活動を再開させ、ラジオからテレビまで様々なジャンルで活躍し始めた。1946年にはサスペンス映画『殺人者』で映画デビュー。それ以降はコンスタントに映画出演も重ねていき、1971年からレギュラーキャストとして出演したテレビドラマシリーズ『探偵キャノン』で人気を博した。同作での演技が評価され、1972年と1973年にゴールデン・グローブ賞、1973年と1974年にプライムタイム・エミー賞のそれぞれテレビ部門の主役賞にノミネートされた。
活躍の場は俳優としてのみならず映画監督やテレビドラマシリーズのエピソード監督など多岐に渡っており、特に1960年代は『裸の町』や『ルート66』などのテレビシリーズを数エピソード監督している。ナレーターとして出演しているドラマ・映画作品もいくつかあり、最後の映画出演となった1991年公開のブルース・ウィリス主演のアクション・コメディ『ハドソン・ホーク』でもナレーションを担当した。

### 私生活
これまで3度の結婚歴があり、二度目の結婚の妻との間に一人子供がいる。1980年に二度目の再婚をし、彼が死去する1994年まで夫婦関係が続いた。

### 死去
1994年、カリフォルニア州・ロサンゼルスで心臓発作のため死去。73歳だった。

## 出演作品

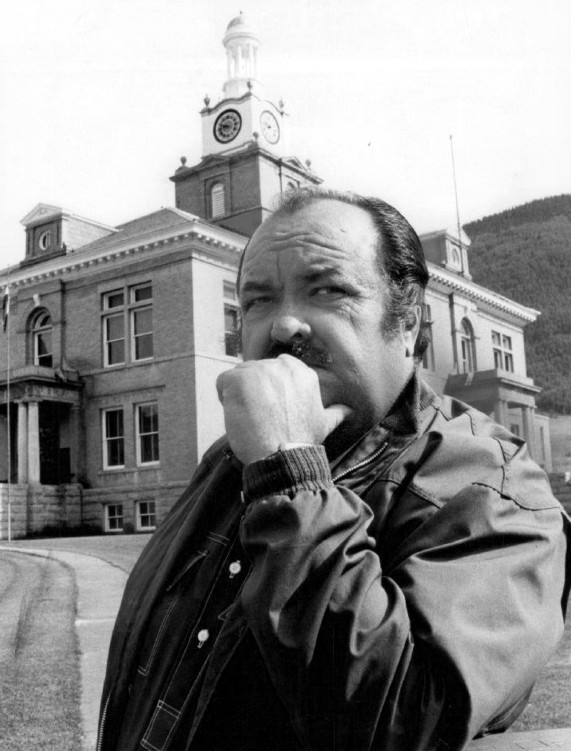
『探偵キャノン』出演時

### 映画
- Pillow to Post (1945) ※ノークレジット
- 殺人者 The Killers (1946)
- ボディ・アンド・ソウル Body and Soul (1947)
- 凱旋門 Arch of Triumph (1948)
- To the Victor (1948)
- 私は殺される Sorry, Wrong Number (1948)
- ジャンヌ・ダーク Joan of Arc (1948)
- Any Number Can Play (1949)
- テンション Tension (1949)
- East Side, West Side (1949)
- Dial 1119 (1950)
- 犯人を逃がすな Cry Danger (1951)
- The Sword of Monte Cristo (1951)
- 栄光の星の下に Lone Star (1952)
- 脱獄者の叫び Cry of the Hunted (1953)
- The Desert Song (1953)
- 黒い絨毯 The Naked Jungle (1954)
- 五人対賭博場 5 Against the House (1955)
- 征服者 The Conqueror (1956)
- インディアン峠の死闘 The Ride Back (1957)
- ゼロ・アワー! Zero Hour! (1957)
- -30- (1950)
- 酋長ジェロニモ Geronimo (1962)
- バルジ大作戦 Battle of the Bulge (1965)
- 恐怖の蝋人形 Chamber of Horrors (1966)
- ディーン・ジャガー First to Fight (1967)
- 宇宙大征服 The Delinquents (1968)
- チザム Chisum (1970)
- Moonshine County Express (1977)
- Buck Rogers in the 25th Century (1979)
- キリング・カー Killing Cars (1986)
- ハドソン・ホーク Hudson Hawk (1991)

### テレビドラマ
- Escape (1950)
- The Rough Riders (1958)
- バット・マスターソン Bat Masterson (1958, 1961)
- ジス・マン・ドーソン This Man Dawson (1959, 1960)
- 早射ち保安官 Tombstone Territory (1960)
- アクアナット（海に挑む男）The Aquanauts (1961)
- ザ・ヒッチコック・アワー The Alfred Hitchcock Hour (1963)
- サンセット77 77 Sunset Strip (1963, 1964)
- 腰抜け中隊 F Troop (1965)
- 逃亡者 The Fugitive (1963, 1967)
- ネーム・オブ・ザ・ゲーム The Name of the Game (1969)
- スパイのライセンス It Takes a Thief (1970)
- ザ・ハイシャパラル The High Chaparral (1970)
- 探偵キャノン Cannon (1971 - 1976)
- ガンスモーク Gunsmoke (1973)
- 名探偵ジョーンズ Barnaby Jones (1973, 1975)
- ロアルド・ダール劇場/予期せぬ出来事 Tales of the Unexpected (1977)
- 私立探偵ネロ・ウルフ Nero Wolfe (1981)
- フライング・コップ 知能指数0分署 Police Squad! (1982)
- Trauma Center (1983)
- ジェシカおばさんの事件簿 Murder, She Wrote (1984)
- マトロック Matlock (1986)
- Jake and the Fatman (1987 - 1992)

### テレビアニメ
- The Wild, Wild World of Animals (1973)
- The Tarzan/Lone Ranger Adventure Hour (1980)